# ۱۱۳۳ (قمری)
۱۱۳۳ (قمری)، هزار و صد و سی و سومین سال در گاهشماری هجری قمری است. اول محرم این سال برابر با دوم نوامبر سال ۱۷۲۰ میلادی است.

## زادگان
- محمدکاظم مروی نویسندهٔ کتاب عالم‌آرای نادری در مرو

## درگذشتگان
- ۴ صفر - عبدالقادر بیدل شاعر فارسی‌سرای سبک هندی